# Runo Ericksson
Runo Karl Axel Ericksson (* 13. November 1934 in Stockholm) ist ein schwedischer Bassposaunist, Violinist und Orchesterleiter des Modern Jazz.

## Leben und Wirken
Ericksson studierte an der Musikakademie in Stockholm und hatte weiteren Unterricht bei Sergiu Celibidache, Pierre Boulez und bei Scola Cantorum in Basel. Um 1966/67 arbeitete er mit George Russell in Skandinavien (The essence), außerdem in dieser Zeit mit Jan Johansson (Den Korta Fristen) und Georg Riedel (Wolfgang on My Mind). Ab 1969 lebte er in der Schweiz, wo er bis 1975 beim Unterhaltungsorchester von Radio Zürich als Solist Dirigent ondund Arrangeur beschäftigt war. Daneben spielte er 1971 mit Michel Portal (Splendid Yzlment) und mit dem Wiebelfetzer Workshop; 1972 gehörte er zur Gründungsbesetzung von The George Gruntz Concert Jazz Band. 1980 hatte er eine gemeinsame Band mit dem Altsaxophonisten Daniel Bourquin; im selben Jahr entstand in Lindau auch sein erstes Album unter eigenem Namen, „Omnibus“ für das schwedische Four Leafe Clover-Label, auf dem Ericksson außerdem Orgel, Flöte und Perkussion spielte. 1978, 1980 und 1981 arbeitete er erneut mit George Gruntz. Er war 1980–83 Leiter des Regionalen Orchesters Uppsala. 1984 spielte er im Léon Francioli/Jean-François Bovard Orchestre. Als Solist und auch Dirigent arbeitete er mit verschiedenen schwedischen Orchestern.

## Diskographische Hinweise
- Wiebelfetzer live (mit John Tchicai, Ole Thilo, Irène Schweizer, Stephan Wittwer, Jürg Grau, Peter Warren, Gogo Thalmann, Beat Kennel, Fredy Studer, Düde Dürst, Anne Christiansen, 1971)
- Runo Ericksson’s Omnibus mit Charlie Mariano, Harry Pepl, Werner Pirchner, Bruno Brandenberger und Marc Hellman (1980)